# マンスフィールド・パーク

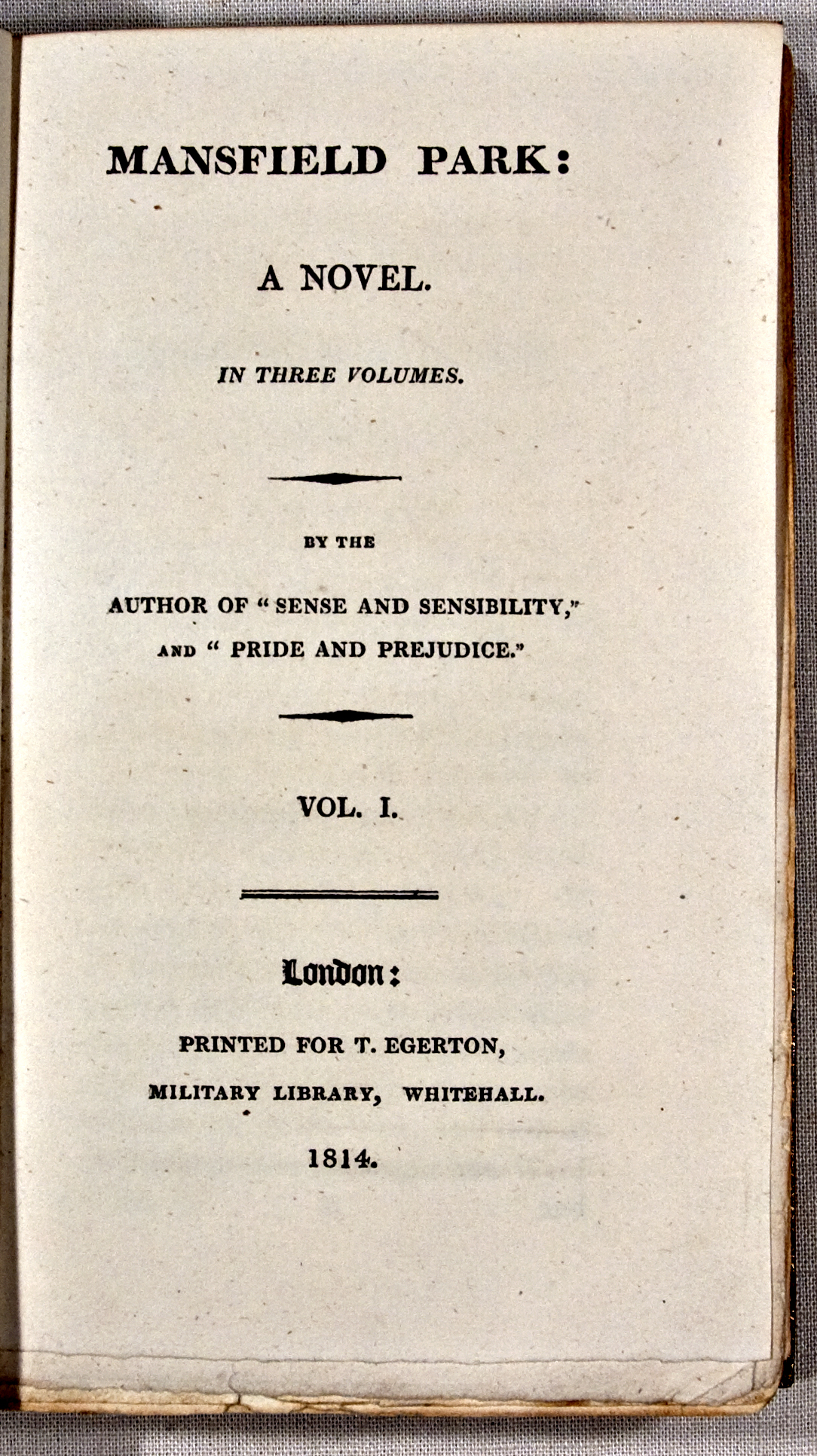

『マンスフィールド・パーク』（Mansfield Park）は、ジェイン・オースティンの長編小説。1811年から1813年の間に執筆、1814年に刊行された。

## あらすじ

### 第1巻
美人3姉妹の次女マライアが、マンスフィールド・パークの主人である准男爵で裕福な地主のバートラム卿に見初められた。その姉はバートラム卿の友人と結婚してノリス夫人となり、その余禄を受けたが、三女のファニーは身分違いの貧乏な結婚をした。そのため、三女はそれを責められ、互いに絶縁する。
三女は貧乏子沢山で金がないのに音を上げ、恥を忍んで援助を姉夫妻に申し込むと、バートラム夫人はわだかまりを解き、ただちに援助した。そしてその長男ウィリアムはバートラム卿の後見で海軍に入り、長女ファニーはノリス夫人の思いつきにより引き取られることになった。しかしノリス夫人はアイデアを出すだけで慈善をした気になる性格で、実際にはバートラム夫妻に引き取られることになった。バートラム卿は自分の男子2人がファニーと恋仲になってしまう可能性に懸念を感じるが、兄妹同様に育てばそんなことは起こらないとノリス夫人に説得される。
いとこたちときょうだい同様だと思わず出しゃばらないようにとノリス夫人に言われるまでもなく、ファニーは引っ込み思案であり、その様子から家族からは受け入れられ、年の近い2人の従姉妹も彼女たちなりにファニーを遇する。しかし、ファニーのことを真に考えて親切にしてくれるのは、次男のエドマンドだけであった。
そんな中でバートラム卿は、西インド諸島にある資産の手入れのために長男のトムを連れて渡洋するが、その間に長女のマライアはノリス夫人の肝煎りによってミスタ・ラッツワースと婚約し、またノリス牧師の後任にやってきたグラント牧師の夫人の異父弟妹であるクロフォード兄妹が隣人として滞在することになる。やがて一足先に長男のトムが帰ってくると、その悪友であるミスター・イニェツと共に若者たちは演劇をしようと思いつき、それにのめり込むが、やがてそれを果たす前にバートラム卿がインドから帰ってきたため、全ては台無しにされてしまう。

### 第2巻
バートラム卿の帰還からやがてヘンリー・クロフォードも当地を去り、ヘンリーを好ましく思っていたバートラム卿の娘2人もマライアはミスター・ラッツワースと結婚してしばらく保養地に滞在し、妹のジュリアもそれに付き添うことになる。娘2人がいなくなったマンスフィールド・パークの中で、ファニーが唯一の若い娘となり、ファニーにとっては不本意ながら家族の一員として中央に押し出される。エドマンドを慕うファニーは、同じくエドマンドと互いに好ましく思っているミス・クロフォードから親しくされ、友達付き合いを始めざるを得なくなってしまう。そして再び立ち寄ったヘンリー・クロフォードは、いつの間にか美しくなったファニーに遊び半分ながら好ましく思い始める。
そんな中でファニーの兄ウィリアムが休暇を取り、マンスフィールド・パークに招待され、ファニーは喜ばしいひと時を過ごすと、ヘンリー・クロフォードは普段は内気なファニーが生き生きとしている様子をみて、ますます振り向かせたいと思うようになる。
バートラム卿はインドから戻って以来、美しくなったファニーの謙虚さを好ましく思っており、同様にウィリアムの立派な様子を見てこの兄妹をますます気に入り、2人のためにも舞踏会を開こうと計画する。舞踏会でヘンリー・クロフォードは自分がファニーに夢中であることに気づかされた。そしてバートラム卿は姪がヘンリー・クロフォードに求愛されているのに気づいており、好ましく感じていた。

### 第3巻
ヘンリー・クロフォードはバートラム卿にファニーの件について許しを得るが、バートラム卿はファニーがその縁談について拒絶するのに対し驚愕し、次第に怒りも覚える。しかしやがてヘンリー・クロフォードの気持ちさえ堅固ならば、ファニーの気持ちもいずれ軟化すると思うのであった。その頃にはバートラム夫人も娘2人が不在な今ではファニーを寵愛するようになっており、ノリス夫人だけが姪の分際で重宝されていることに良い気持ちをもっていなかった。
エドマンドはメアリー・クロフォードと互いに相思相愛なのは明らかなのであるが、メアリーはエドマンドが牧師職に付くことが気に入らず、求婚を受け入れないでいた。ファニーはエドマンドへの気持ちが諦めきれず、2人の関係に一喜一憂するが、それを知らずにエドマンドとメアリーはファニーを親友として扱っていた。
やがてクロフォード兄妹はマンスフィールド・パークを離れ、エドマンドも正式に牧師職を得て、遠くない場所であるが別居を始める。バートラム卿は相変わらずヘンリー・クロフォードの求愛を受け入れないファニーに対し、実家へ里帰りさせて上流階級の暮らしの素晴らしさを実感させれば財産のある男との結婚を前向きに受け入れるだろうと考え、ファニーの兄で士官に任官されたウィリアムがお礼がてら休暇にやってきた際に、ファニーに2か月の実家帰りを提案する。ファニーは実家が懐かしいのと、最愛のウィリアムの休暇の間共にいられることもあり、喜んでその提案を受け入れる。
しかしポーツマスへ移っていた実家へ帰るや否や、急遽ウィリアムの休暇は終わってしまい、船上の人となってしまう。一方で、ファニーに対して母が関心を持ったのは最初だけで、父に至ってはファニーに対して無関心であった。弟妹たちは上流階級の家で過ごしているファニーには不作法で下品にしか思えなかった。品の良いバートラム卿の屋敷とその一家を思い出すと、ファニーは1か月もしないうちに戻りたくなる。そんな中、幼い頃しか知らなかった妹の1人であるスーザンだけは一家に改革意識があり、作法を知るファニーを敬愛するようになった。
やがてヘンリー・クロフォードが会いにくると、ファニーの気持ちは軟化した。かつてのヘンリー・クロフォードよりも優れた人間になっているように思え、実際に少し前向きに考えられるようになった。
実家滞在が2か月も過ぎようという頃、バートラム卿の長男であるトム・バートラムが重態となった。そのためかバートラム家からファニー不在を悲しみ、実家が気に入って帰りたくないと思ってしまうのではないかと心配する手紙はくるものの、実家滞在は延長され、ファニーは一刻も早くマンスフィールド・パークに戻りたくなった。やがて突然、メアリー・クロフォードから謎の手紙が届く。兄のヘンリー・クロフォードを擁護して信じるようにとの内容で、ファニーにはさっぱり内容が分からなかった。しかしバートラム家からの手紙で事件の内容が判明した。ラッシワース夫人となっていたバートラム卿の長女マライアが、あろうことかヘンリー・クロフォードと駆け落ちしたというのである。しかも次女のジュリアはミスタ・イェイツとこれまた駆け落ちしたのである。これにより大いに不面目となったバートラム卿は、夫人を慰めるためにもファニーをただちに戻す必要性を感じ、ファニーはマンスフィールド・パークへ迎えられる。この時に妹のスーザンも客として滞在を許され、スーザンはやがてバートラム家に馴染んでいく。
バートラム卿はヘンリー・クロフォードとの結婚を推した不明を恥じ、ファニーに対して許しを求めた。一方でエドマンド・バートラムはついにはメアリー・クロフォードと破局し、やがて身近にいたファニーに対して真の愛情を感じるようになった。以前よりエドマンドを慕っていたファニーに無論のこと異存はなく、バートラム卿も息子の結婚相手には地位と財産でなく人柄が重要と感じ、エドマンドとファニーとの結婚を許した。バートラム卿は従兄妹同士の結婚をファニーを引き取る時に懸念していたが、実際には賛成に回ることになったのである。バートラム夫人はファニーが側を去ることに難色を示すが、ファニーの妹のスーザンをファニーに勝るとも劣らないほど気に入るに従い、スーザンを引き取ることでファニーの結婚を許した。ノリス夫人は猛反対したが、娘の不始末の件ですでにバートラム卿への支配力は失われており、寵愛していたマライアが完全に上流階級から居場所を失ったために引き取り遠い場所で暮らすことになった。やがてグラント牧師の死と共にエドマンドはマンスフィールド・パークでの牧師職を得て、ファニーと共に戻ってくるのであった。

## 主な登場人物
ファニー・プライス
同名の母フランシス（ファニー）と身分の低い海兵隊の一大尉の間に生まれた9人の子の2番目（長女）。引っ込み思案で目立つことを恐れる。兄のウィリアムと従兄のエドマンドのことを大切に思っている。
サー・トーマス・バートラム
ファニーの伯母の夫。准男爵位と財産を持つ。マンスフィールド・パーク（荘園）の主人。姪のファニーと甥のウィリアムを気に入っている。
マライア・バートラム
バートラム夫人。玉の輿に乗りマンスフィールド・パークの女主人となる。2男2女の母。物ぐさな性格で面倒なことを嫌う。姪のファニーのことを気に入ってないわけではない。
トム・バートラム
バートラム夫妻の長男で4人の子の一番上。遊び好きで軽薄な性格。すでに成人していることからファニーとはあまり接点がないが、嫌っているわけではない。
エドマンド・バートラム
バートラム夫妻の次男で4人の子の2番目。すでに牧師職につくことが予定されており、父によってその地位は用意されている。ファニーに親切だが、あくまでも妹のような従妹としか見ていなかった。メアリー・クロフォードを好ましく思っている。
マライア・バートラム
バートラム夫妻の長女で4人の子の3番目。家名と資産のある男性と結婚すべきと考えており、ミスター・ラッシワースと婚約するが、ヘンリー・クロフォードの出現で心が動いてしまう。しかしヘンリー・クロフォードの不誠実さを知り、結局ラッシワース夫人となる。ファニーの謙虚から、家族として受け入れる。
ジュリア・バートラム
ヘンリー・クロフォードに恋するが、ヘンリーが姉のマライアの方を気に入っているため、かなわなかった。姉と共に彼女たちなりにファニーを遊び仲間として受け入れる。
ノリス夫人
バートラム夫人とファニーの母の長姉。3姉妹とも美人で知られていたが、結局は妹のマライアのような資産家とは結婚できず、妹の夫であるサー・トーマス・バートラムの友人であるノリス牧師夫人となる。しかしノリス牧師はサー・トーマス・バートラムによって牧師職を用意され、経済的には不自由しなかった。夫が死ぬが変わらずバートラム家に出入りして大きな顔をする。口先だけで自分は動かずに賞賛を受けたがる。ファニーが引き取られるきっかけを作った。
グラント牧師
ノリス牧師の後任。本来はこの牧師職はサー・トーマス・バートラムに任命権があり、エドマンドに用意されていたが、長男のトム・バートラムのためにそれを売り払うことになり、グラント夫婦が隣人となった。
グラント夫人
気のよい女性。クロフォード兄妹の異父姉にあたり、兄妹を受け入れる。
ヘンリー・クロフォード
財産を持つ若者。グラント夫人の異父弟で、妹のためもありマンスフィールド・パークへ滞在する。ある時からファニーを口説き落とそうとする。
メアリー・クロフォード
十分な資産を持つ若い女性。グラント夫人とヘンリーの妹で、父の再婚によりグラント夫人に引き取られる。エドマンド・バートラムとは相思相愛で、エドマンドを慕うファニーに嫉妬されるが、そうとは知らず謙虚なファニーを気に入り、親切な友人付き合いを始める。
ミスター・ラッツワース
マライアの婚約者の地主。後に結婚する。
ミスタ・イニェツ
トム・バートラムの悪友。マンスフィールド・パークに入り込み、共に演劇をしようと持ちかける。後にジュリア・バートラムに求婚を続け、受け入れられる。
ウィリアム・プライス
ファニーの兄で9人の子の一番上。伯父サー・トーマス・バートラムの後見の下で海軍の士官見習いとなっている。ヘンリー・クロフォードと仲良くなる。
プライス大尉
元海兵隊大尉でファニーの父。男子、特にウィリアムにしか興味が無い。
プライス夫人（ミス・フランシス）
ノリス夫人とバートラム夫人の末妹。姉たちと違い中流階級と結婚し、貧乏子沢山な生活をしている。
スーザン・プライス
ファニーの妹。実家におけるファニーの唯一の理解者で信奉者。後にバートラム夫妻に引き取られる。

## 作品解説
主人公が個性的を主張するジェイン・オースティンの作品の中で珍しく無個性な少女を主人公としている。一見主張が弱いという意味では後の『説得』の主人公であるアンに通じるが、より前向きであるといえる。

## 日本語訳
- 臼田昭訳『マンスフィールド・パーク』「世界文学全集17」集英社、1978年

「ジェイン・オースティン著作集3」文泉堂出版、1996年 - 復刻
グーテンベルク21（上・下）、2019年 - 電子書籍
- 大島一彦訳『マンスフィールド・パーク』 キネマ旬報社、1998年／中公文庫、2005年
- 中野康司訳『マンスフィールド・パーク』 ちくま文庫、2010年
- パーカー敬子訳『マンスフィールド荘園』 近代文藝社、2017年
- 新井潤美・宮丸裕二訳『マンスフィールド・パーク』 岩波文庫（上・下）、2021年